# 马克西姆·姆尔维察
马克西姆·姆尔维察（1975年5月3日—），克罗地亚流行钢琴演奏家。他曾获邀请为2004年雅典奥运会弹奏主题曲。

## 出道
马克西姆生于亚得里亚海边的小镇希贝尼克。他在9岁的时候跟马利亚·瑟科索学习钢琴，并于同年公开演出。3年后，马克西姆在他的第一个个人音乐会中演奏海顿的《C大调钢琴协奏曲》。当1990年战争爆发的时候，马克西姆和他的钢琴教授坚持不中断他的音乐学习。不管战争和动乱多么可怕，马克西姆依然在1993年在萨格勒布参加了他的钢琴生涯中第一个比赛并胜出。
马克西姆在萨格勒布的音乐学院中继续学习，在那里，他跟随阿图罗·贝内德蒂·米凯兰杰利的学生弗拉基米尔·柯尔潘进行了5年的学习。之后他又在布达佩斯的弗朗兹·里斯特艺术学院学习并在同年获得“尼科拉·鲁宾斯坦国际钢琴比赛”一等奖。2000年，马克西姆到巴黎跟随伊戈尔·拉兹克学习并再次年获得庞托斯钢琴比赛一等奖。
当他回到克罗地亚，他发现自己已成为了媒体的焦点并经常登上螢幕和被接见。不久，马克西姆与其他同时代的克罗地亚钢琴家一起录制了第一张专辑《手势》（Gestures）。《手势》在克罗地亚发售时成为了当时最畅销的古典乐唱片之一。马克西姆甚至被邀请参加波林音乐颁奖典礼——这个颁奖典礼被誉为克罗地亚的格莱美奖——并在开幕式演奏，这个殊誉极少会给予一个古典音乐家；他在该次颁奖典礼中囊括4项大奖，其中包括最佳古典音乐奖。

## 成名
在《手势》发行不久，马克西姆被音乐人、作家托彻·胡尔伊奇（Tonči Huljić)——也就是他后来的经理人——注意到，并带马克西姆接触英国著名监制人梅尔·布什(Mel Bush）。当时，梅尔正在寻找钢琴新人。他马上就意识到马克西姆在古典、跨界混合、流行乐方面的巨大潜力。EMI同样为这位年轻的音乐家感到震惊，在与他签约后，很快就推出了一张新专辑：《钢琴玩家》（The Piano Player）。这张专辑对海德尔和肖邦的作品作出很大的改变，把原来严肃的古典音乐结合了流行乐、电子乐，使听众意识到“原来古典乐也可以这样玩！”这张专辑从2003年发售就大受受好评，特别在亚洲，马克西姆在中国、新加坡、马来西亚、印度尼西亚的音乐CD销售量中都获得了金奖，在台湾和克罗地亚都分别获得了白金奖，在香港更获得双白金奖这个香港音乐界销售量最高荣誉（一直以来都只有极少的外国音乐家的专辑能在香港获得这么大的成功）。这张唱片当时在香港HMV国际流行音乐排行榜中连续12个星期获得第一名。《钢琴玩家》的成功令他在国际上的声望大幅度提升，并在2003至2004年在亚洲大规模巡回演奏。此专辑中被香港歌手梁汉文改编为粤语歌曲《信望爱》。
2004年，马克西姆被雅典奥运组委会选中，弹奏奥运会主题曲《奥林匹克之梦》（Olympic dream）。此曲收录在他2004年的专辑《变奏者1&2》中。在2005年，马克西姆再接再厉，推出新专辑《新世界》（The New World），并将于2006年10月发行下一张专辑。
马克西姆曾出席多个国际盛会以及一些颁奖礼（如MTV音乐奖等）。他的出众形象和魅力也吸引了许多国际品牌的注意。美国运通（American Express）就赞助了他在新加坡的演出。而著名汽车品牌雪佛兰和宝马也曾分别在其哥伦比亚和马来西亚的新车发布仪式上邀请他演奏助兴。

## 专辑
- 《手势》（1999年），马克西姆的第一张专辑。这张专辑的热卖令他感到吃惊：他觉得能把这张专辑放在他家乡的影音店中已经感到非常荣幸了。正是这张专辑使它在国内大受欢迎，并获得博林奖。
- 《钢琴玩家》（2003年），马克西姆签约EMI后第一张专辑，也是他为世人所认识的作品，于2003年12月23日正式发行。
- 《变奏者1&2》（2004年），马克西姆的第三张专辑，于2004年发行。
- 《世界》（2005年），以古典音乐为主。
- 《电音玩家》（2006年），古典与电子乐的融合作品。
- 《纯粹》（2007），纯钢琴演绎作品。由於發行權糾紛，此專輯僅在部分國家發行，並且很快就停賣，並改錄製《纯粹2》專輯。
- 《纯粹2》（2008）。
- 《邁可森精選輯》（2008年）。
- 《熱情》（2010年）。
- 《電影琴緣》（2012年）。
- 《華麗的轉身》（2014年）。
- 《克羅埃西亞狂想曲》（2015年）。
- 《新丝绸之路》(2018年)。
- 《邊界》(2024年)。